# Dorfeiche in Dötlingen

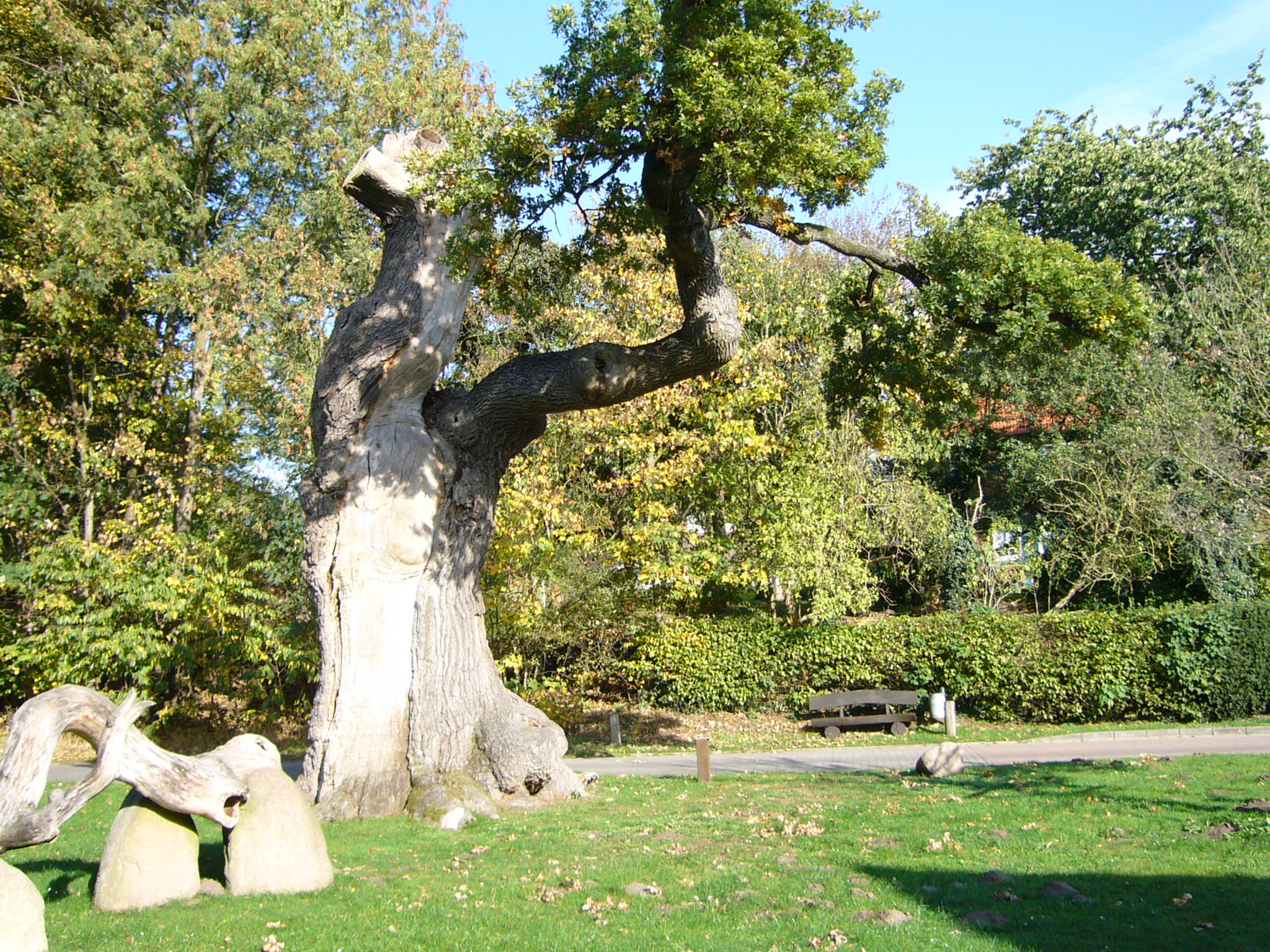
Dorfeiche in Dötlingen (2006)

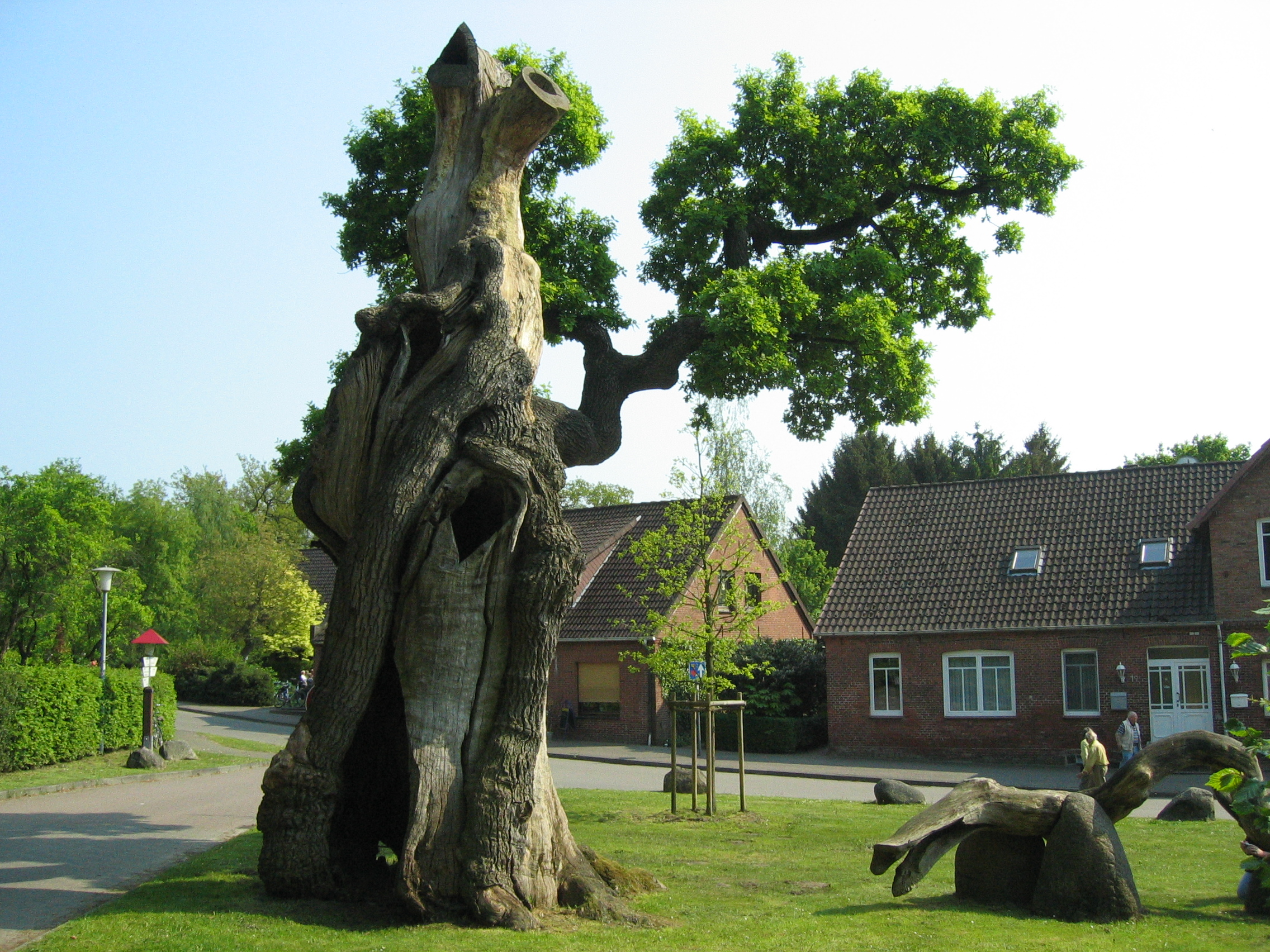
Dorfeiche (2009)

Die Dorfeiche in Dötlingen ist ein Naturdenkmal in der Gemeinde Dötlingen im niedersächsischen Landkreis Oldenburg in Deutschland.

## Beschreibung
Die Dorfeiche ist eine Stieleiche und befindet sich im Ortskern von Dötlingen, in der Nähe der St.-Firminus-Kirche und des Tabkenhofs, des größten Niedersachsenhauses Nordwestdeutschlands. Die Eiche ist nur noch ein Stammfragment von etwa vier Metern Höhe mit zwei Ästen. Der Stamm hat einen Umfang von 6,70 Meter.

## Geschichte
Ursprünglich hatte die Dorfeiche, deren Alter in touristischen Schriften mit (über) 1000 Jahre(n), von Fachleuten aber mit 500 bis 600 Jahren angegeben wird, eine Höhe von 15 Metern mit einem Kronenumfang von 14 Metern. Nach einem Sturmbruch im Jahr 1980 ist nur noch ein Torso vorhanden.